# Klassisk mekanik
Klassisk mekanik er beskrivelsen af bevægelser og vekselvirkninger af legemer. Den første og mest kendte sammenhængende formulering er den Newtonske mekanik, men der eksisterer også ækvivalente formalismer såsom Lagranges og Hamiltons.
Den klassiske mekanik er gældende i tilfælde af små hastigheder (i forhold til lysets hastighed) og store energier (formelt virkninger, målt i forhold til Plancks virkningskvant), f.eks. bevægelser af planeter i vores solsystem. Grundlæggende for mekanikken er Galilei-transformationerne, der beskriver, hvordan en bevægelse observeres fra forskellige udgangspunkter.
Betegnelsen "klassisk" bruges for at skelne mellem denne beskrivelse og f.eks. kvantemekanik eller relativistisk mekanik. Klassisk mekanik går over i relativitetsteori, hvis hastighederne nærmer sig lysets hastighed {\displaystyle c}, og med kvantemekanik, hvis virkninger nærmer sig Plancks virkningskvant ħ (typisk hvis dimensionerne og/eller energierne er meget små); og med kvantefeltteori, hvis begge betingelser er til stede.
Den klassiske mekanik hører under den klassiske fysik.

## Historie
Arkimedes og Galilei har ydet væsentlige bidrag til den klassiske mekanik med praktiske eksperimenter og empiriske resultater. Galileis praktiske arbejde og måleresultater omkring blandt andet frit faldende legemer fik det teoretiske grundlag, da Isaac Newton med sin infinitesimalregning forfinede den klassiske mekaniks teoretiske grundlag så vidt, at selv himmellegemernes bevægelser nu kunne forklares matematisk – en disciplin der kaldes himmelmekanik eller celest mekanik.

Efter Newton fik videnskaben det indtryk af den fysiske verden, at alting lod sig beregne og forudsige, hvis blot man kendte verdens øjeblikkelige "tilstand" tilstrækkelig nøjagtigt. Men i årene omkring det 20. århundredes begyndelse gjorde man en række opdagelser, blandt andet omkring atomets opbygning, som tvang fysikerne til at kuldkaste forestillingen om det deterministiske univers.

I vor tid råder fysikken over mere præcise modeller, og her viser det sig, at den Newtonske mekaniks resultater er tilnærmelsesvist rigtige, så længe farten er meget mindre end lysets, og det stedlige tyngdefelt er svagt (begge dele gælder i høj grad for alle "dagligdags situationer"). For mere om dette, se artiklen Almen relativitetsteori og klassisk mekanik

## Retninger
Den klassiske mekanik kan deles op i flere grene.
- Statik - systemer i ligevægt
- Dynamik - systemer i bevægelse
- Kontinuummekanik - kontinuere systemer
- Rotationsmekanik - roterende systemer

## Simple maskiner
- Gear
- Kniv
- Kile
- Skrue
- Snekke
- Tandhjul
- Trisse
- Vægtstang